# Benjamin Diskin
Isaac Benjamin Diskin, conhecido como "Ben" (25 de agosto de 1982) é um dublador estadunidense. Ele é conhecido por fazer a dublagem da personagem "Número 1", "Número 2" e "Wilbur" da série de desenho animado Codename: Kids Next Door (no Brasil, A Turma do Bairro) nos episódios R.O.B.B.E.R.S. e E.L.E.C.T.I.O.N.S..
Ele já participou de diversos filmes e desenhos animados, entre eles são, The Wonder Years, Hey Arnold!, Mr. Saturday Night, Kindergarten Cop, Baby Boom, and Just Like Dad. Ele também dublou Hahn em Avatar: The Last Airbender e Eddie J. Squirrel em Squirrel Boy. Em seus trabalhos mais recentes são em Naruto com a voz de Arashi Fuuma e Sai em Naruto: Shippuuden, Kai Miyagusuku e Katao em Blood+ e Eddie Brock/Venom em The Spectacular Spider-Man.
Nos videogames, ele dublou Jupis tooki McGanel em Rogue Galaxy, Private Huxley em Call of Duty 3, Taejo Togokahn em Speed Racer e ambos Homem-Aranha e Robbie Baldwin em Marvel: Ultimate Alliance 2. Também já apareceu em alguns vídeos do Youtube para o anime Blood +.
Benjamin Diskin nasceu em um dos Condados de Los Angeles, Califórnia.